# Клинівська сільська рада (Городоцький район)
Кли́нівська сільська́ ра́да — адміністративно-територіальна одиниця та орган місцевого самоврядування в Городоцькому районі Хмельницької області. Адміністративний центр — село Клинове.

## Загальні відомості
Клинівська сільська рада утворена в 1922 році.
- Територія ради: 36,74 км²
- Населення ради: 2 364 особи (станом на 2001 рік)
- Територією ради протікає річка Жванчик

## Населені пункти
Сільській раді були підпорядковані населені пункти:
- с. Клинове

## Склад ради
Рада складалася з 20 депутатів та голови.
- Голова ради: Радійчук Юрій Миколайович
- Секретар ради: Москалюк Неоніла Григорівна

### Керівний склад попередніх скликань
| Прізвище, ім'я, по батькові | Основні відомості                                                                       | Дата обрання | Дата звільнення |
| --------------------------- | --------------------------------------------------------------------------------------- | ------------ | --------------- |
| Нищенко Віктор Миколайович  | Сільський голова, 1950 року народження, член Народної партії                            | 26.03.2006   | 31.10.2010      |
| Радійчук Юрій Миколайович   | Сільський голова, 1977 року народження, освіта середня спеціальна, член Партії регіонів | 31.10.2010   |                 |

Примітка: таблиця складена за даними сайту Верховної Ради України

### Депутати
За результатами місцевих виборів 2010 року депутатами ради стали:

#### За суб'єктами висування
| Суб'єкт висування           | Кількість обраних депутатів | %  |
| --------------------------- | --------------------------- | -- |
| Партія регіонів             | 10                          | 50 |
| Самовисування               | 8                           | 40 |
| Комуністична партія України | 2                           | 10 |

#### За округами
| № округу                    | Прізвище, ім'я, по батькові     | Дата визнання обраним | Освіта             | Партійна приналежність            | Відомості про обраного депутата                                         |
| --------------------------- | ------------------------------- | --------------------- | ------------------ | --------------------------------- | ----------------------------------------------------------------------- |
| Комуністична партія України |                                 |                       |                    |                                   |                                                                         |
| 3                           | Кушнір Валентина Тадеушівна     | 04.11.2010            | вища               | член Комуністичної партії України | Клинівська лікарська амбулаторія, медична сестра                        |
| 8                           | Гжибовський Анатолій Михайлович | 04.11.2010            | вища               | член Комуністичної партії України | тимчасово не працює                                                     |
| Партія регіонів             |                                 |                       |                    |                                   |                                                                         |
| 1                           | Москалюк Неоніла Григорівна     | 04.11.2010            | вища               | позапартійна                      | Клинівська сільська рада, секретар                                      |
| 4                           | Прус Оксана Тадеушівна          | 04.11.2010            | вища               | позапартійна                      | Клинівська загальноосвітня школа І-ІІІ ст., вчитель                     |
| 5                           | Метлінська Інна Олександрівна   | 04.11.2010            | вища               | позапартійна                      | Управління праці та соціального захисту населення, соціальний працівник |
| 6                           | Фандира Олег Григорович         | 04.11.2010            | вища               | позапартійний                     | Городоцька філія ВАТ «Хмельницькгаз», начальник служби обліку газу      |
| 7                           | Товкацький Володимир Іванович   | 04.11.2010            | середня спеціальна | позапартійний                     | тимчасово не працює                                                     |
| 13                          | Магдюк Наталія Миколаївна       | 04.11.2010            | середня            | позапартійна                      | Клинівська загальноосвітня школа І-ІІІ ст., технічний працівник         |
| 15                          | Одукалець Володимир Михайлович  | 04.11.2010            | вища               | позапартійний                     | Лісоводський професійний аграрний ліцей, майстер виробничого навчання   |
| 17                          | Петура Антон Йосипович          | 04.11.2010            | середня спеціальна | позапартійний                     | тимчасово не працює                                                     |
| 18                          | Котнюк Тетяна Володимирівна     | 04.11.2010            | вища               | позапартійна                      | тимчасово не працює                                                     |
| 20                          | Москалюк Інна Антонівна         | 04.11.2010            | вища               | позапартійна                      | Клинівська загальноосвітня школа І-ІІІ ст., вчитель                     |
| Самовисування               |                                 |                       |                    |                                   |                                                                         |
| 2                           | Перчишен Антон Станіславович    | 04.11.2010            | вища               | позапартійний                     | Клинівська загальноосвітня школа І-ІІІ ст., директор                    |
| 9                           | Фурман Антон Васильович         | 04.11.2010            | середня спеціальна | позапартійний                     | ТОВ «Агро-Колос», бригадир тракторної бригади                           |
| 10                          | Галас Руслан Сергійович         | 04.11.2010            | середня спеціальна | позапартійний                     | тимчасово не працює                                                     |
| 11                          | Мошенський Іван Миколайович     | 04.11.2010            | середня спеціальна | позапартійний                     | тимчасово не працює                                                     |
| 12                          | Крушинський Іван Михайлович     | 04.11.2010            | середня спеціальна | позапартійний                     | тимчасово не працює                                                     |
| 14                          | Фіновська Марія Яківна          | 04.11.2010            | вища               | позапартійна                      | Клинівська загальноосвітня школа І-ІІІ ст., вчитель                     |
| 16                          | Смик Віктор Антонович           | 04.11.2010            | вища               | позапартійний                     | одноосібник                                                             |
| 19                          | Ковальчук Галина Василівна      | 04.11.2010            | вища               | позапартійна                      | Клинівська загальноосвітня школа І-ІІІ ст., вчитель                     |